# Hållsta (Eskilstuna)
Hållsta is een plaats in de gemeente Eskilstuna in het landschap Södermanland en de provincie Södermanlands län in Zweden. De plaats heeft 804 inwoners (2005) en een oppervlakte van 87 hectare.